# Schutztruppe für Kamerun
Kaiserliche Schutztruppe für Kamerun war die offizielle Bezeichnung der militärischen Formation, die das Deutsche Reich in seiner Kolonie Kamerun unterhielt. Sie bestand von 1895 bis 1916.

## Gründung
Die Kaiserliche Schutztruppe für Kamerun entstand 1895 aus der vom bayerischen Leutnant und Afrika-Forscher Max von Stetten geführten Polizeitruppe Kamerun. Diese war im August 1891 aufgestellt worden und wurde formal am 16. Oktober 1891 als Polizeitruppe Kamerun gebildet. Nach dem durch ungerechte Behandlung verursachten Dahomey-Aufstand von Polizeisoldaten westafrikanischer Herkunft im Dezember 1893 wurde die alte Polizeitruppe aufgelöst und nach dem Vorbild der Schutztruppe für Deutsch-Ostafrika in die Schutztruppe für Kamerun umgewandelt. Die formelle Gründung der Schutztruppen für Deutsch-Südwestafrika und Kamerun erfolgte durch das Reichsgesetz vom 9. Juni 1895. Die zusammenfassende Regelung der Rechtsverhältnisse der Kaiserlichen Schutztruppen in den afrikanischen Schutzgebieten erfolgte durch das Reichsgesetz vom 7. / 18. Juli 1896 (RGBl. S. 653) (Schutztruppengesetz). Die Erhaltung dieser Truppen oblag dem betreffenden Schutzgebiet (Reichsgesetz über die Einnahmen und Ausgaben der Schutzgebiete vom 30. März 1892, RGBl. S. 369).

## Struktur

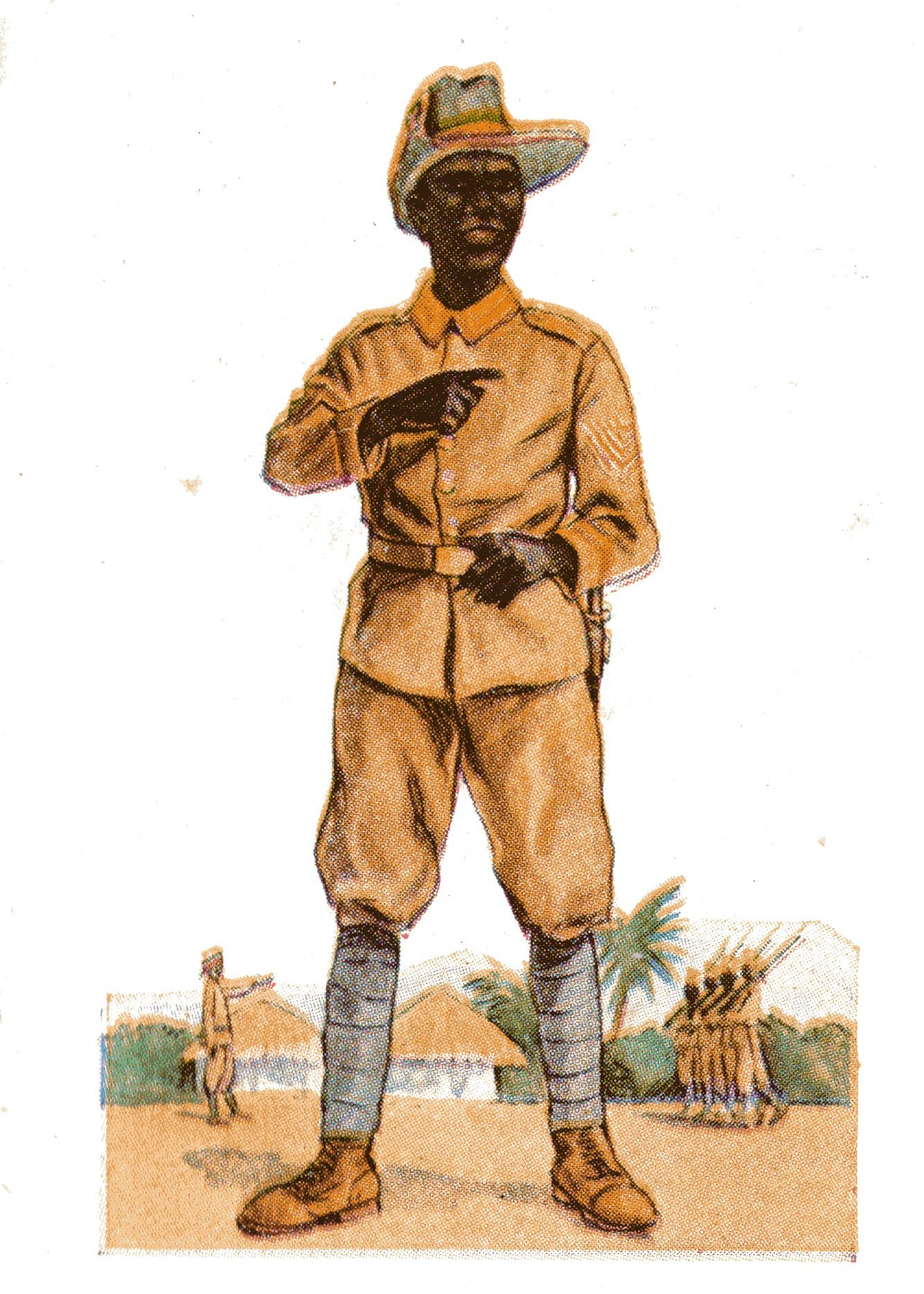
Schutztruppe Kamerun. Feldwebel um 1910

Die deutsche Schutztruppe im um 1900 noch nicht ganz eroberten Kamerun bestand aus 15 deutschen Offizieren und 23 Unteroffizieren, die zwei Askari-Kompanien von 318 Mann kommandierten. Dazu kamen 150 einheimische Polizisten. Beim Vorstoß in die zentralen Savannen und ins südliche Adamawa 1908 kamen etliche freiwillige Rekruten aus den Stämmen der Bali Nyonga und Bamun hinzu. Die Ewondo stellten Schützen unter ihren eigenen Kommandanten, nkukuma genannt. Bis 1914 stieg die Zahl auf 1550 Askari mit 185 deutschen Offizieren. Die paramilitärische Polizeitruppe (gegründet 1891) umfasste 1200 Mann unter 30 Offizieren.
Ein Großteil der einheimischen Truppen wurde außerhalb Kameruns (Liberia, Togo, Dahomey) rekrutiert, jedoch unterstützten besonders die Stämme Ngumba, Ndu und einige andere die Rekrutierung durch die Deutschen, da sie diese als weniger belastend als die Dominanz zum Beispiel der Fulbe einschätzten. Im Laufe des Weltkriegs wurde die Kolonialtruppe auf fast 10.000 Mann ausgebaut.

## Erster Weltkrieg und Ende

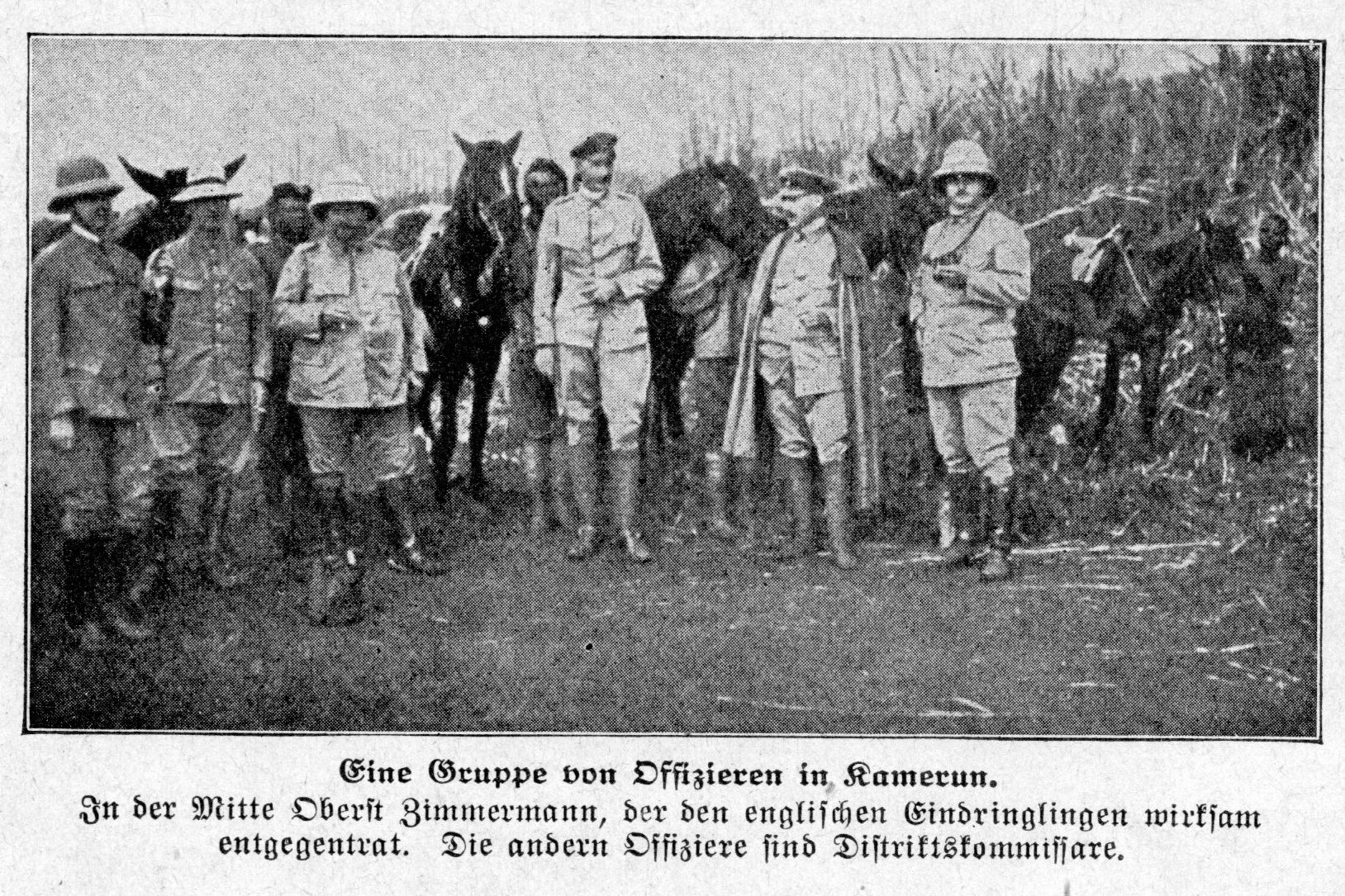
Offiziere der Schutztruppe Kamerun im Ersten Weltkrieg. Bildmitte Oberst Carl Zimmermann

Nach dem Ausbruch des Ersten Weltkrieges begannen die Kämpfe am 24. August 1914 mit dem Beschuss der Küste Kameruns durch das Kanonenboot Surprise. Der französische Panzerkreuzer Bruix beschoss zudem die Küstenorte Kampo und Kribi. Die Schutztruppe verfügte nur über kleine Küstenschiffe, wie das Motorboot Prinz Udo. Daher war auf See keine Abwehr möglich. Die Hauptstadt Duala konnte von britischen Truppen noch 1914 eingenommen werden. Die zahlenmäßig und materiell (vor allem durch Mangel an Munition) unterlegene Schutztruppe konnte sich unter der Führung ihres Kommandeurs Carl Zimmermann im bergigen Zentrum Kameruns noch zwei Jahre gegen britische, belgische und französische Kolonialtruppen halten. Das Gros der Truppe mit ca. 550 deutschen und rund 5000 afrikanischen Soldaten sowie zivilen Flüchtlingen überschritt Anfang Februar 1916 die Grenze zum benachbarten spanischen Rio Muni-Gebiet und wurde auf Fernando Póo bzw. in Spanien interniert. Am 20. Februar 1916 begab sich die letzte Garnison in Mora (Nordkamerun)  unter Hauptmann Ernst von Raben nach der Zusage eines freien Abzugs in die Hände der britischen Kolonialarmee.
Die auf Fernando Póo internierten Angehörigen der Schutztruppe stellten dort bis 1918 einen beträchtlichen Anteil der Gesamtbevölkerung. Sie konnten bei großer Bewegungsfreiheit ihre Unterkünfte bauen, Pflanzungen für ihre Lebensmittelversorgung anlegen und Werkstätten für sonstige Bedarfsgüter betreiben.
Im Oktober 1919 wurde in Deutschland offiziell die Auflösung aller Schutztruppen verfügt.

## Kommandeure der Schutztruppe für Kamerun

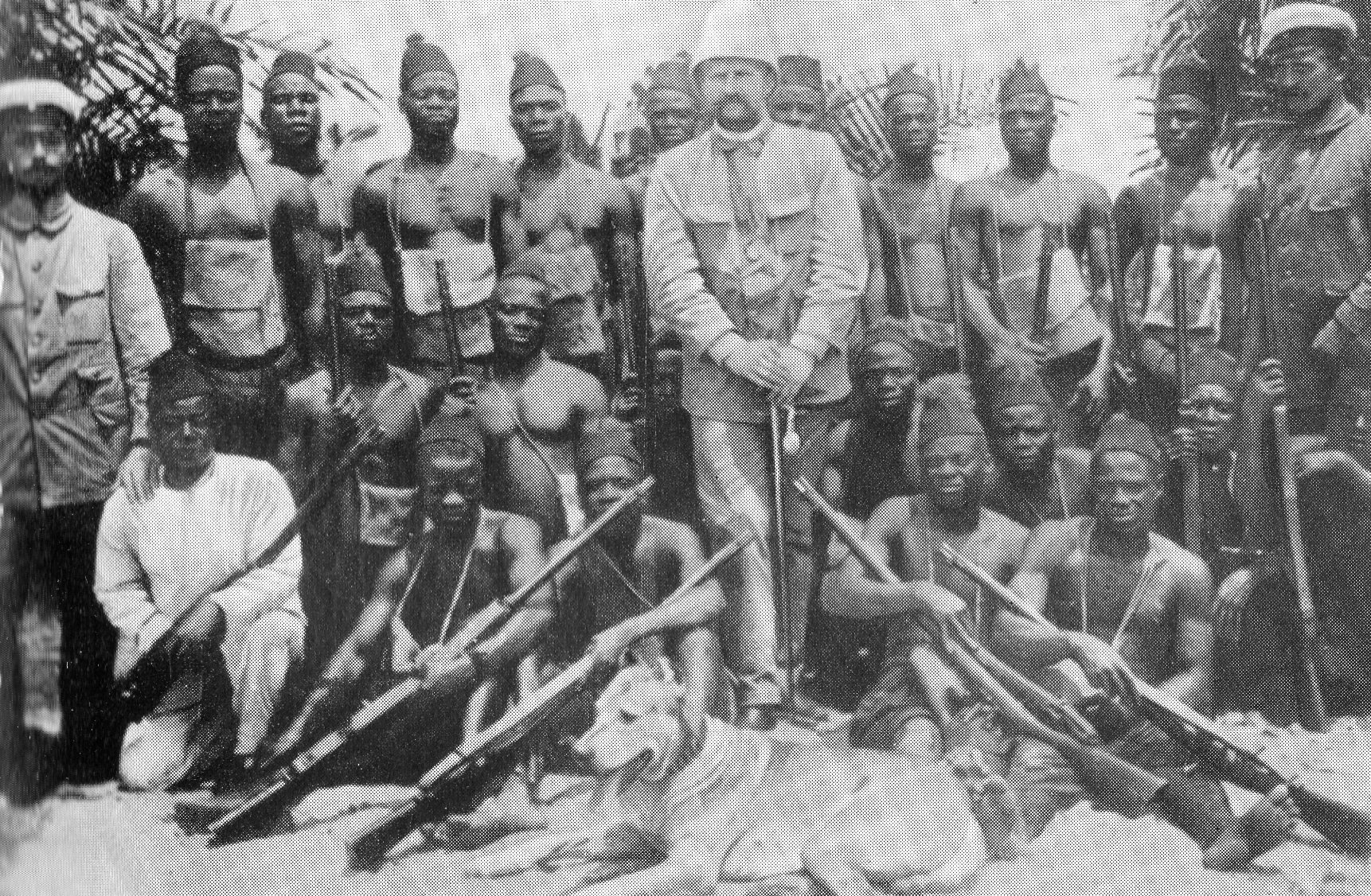
Leutnant Max von Stetten und Angehörige der Polizeitruppe Kamerun um 1894

- Hauptmann Max von Stetten (8. Juli 1894 – 6. August 1896)
- Major Oltwig von Kamptz (18. Oktober 1897 – 17. April 1901)
- Oberst Kurt Pavel (18. Mai 1901 – 31. Januar 1903)
- Generalmajor Wilhelm Mueller (6. April 1903 – 18. Februar 1908)
- Oberstleutnant Harry Puder (18. Februar 1908 – 13. September 1913)
- Major Carl Zimmermann (13. April 1914 – Februar 1916)